# VRT Radio Bene
VRT Radio Bene is een Vlaamse digitale radiozender van de Vlaamse Radio- en Televisieomroeporganisatie (VRT) die op 25 april 2020 is gestart als Radio2 Bene Bene. Netstemmen zijn dan Annemie Tweepenninckx en Hein Decaluwe, die ook netstem zijn van Radio 2. Sinds 1 november 2021 zendt de zender nationaal uit op DAB+. Op 21 november 2022 wordt gestart met presentaties. Vanaf 1 juli 2024 gaat de zender verder als VRT Radio Bene met een eigen logo en met nieuwe netstemmen: Catherine Lekime en Mark Heyninck. De jingles worden ingesproken door Annemie Gullickx en Wouter Landuyt. Radio Bene staat voor internationale evergreens en hits, en de beste Nederlandstalige muziek.   
Radio Bene is ook te beluisteren via digitale televisie.   

## Presentatoren
- Herbert Verhaeghe
- Cathérine Vandoorne
- Guy De Pré
- Vanessa Vanhove
- Lars De Groote
- Peter Hermans
- Barbara Dex
- Belle Pérez
- Yannick Bovy
- Luc Appermont

## Voormalige presentatoren
- Peter Verhulst
- Christel Van Dyck

## Programma's
- Radio Bene Klaarwakker (Herbert Verhaeghe, Peter Hermans)
- Radio Bene Gewoon Genieten (Cathérine Vandoorne, Barbara Dex)
- Radio Bene Topcollectie (Lars De Groote, Peter Hermans)
- De Pré Historie (Guy De Pré)
- Radio Bene Goed Gezind (Vanessa Vanhove, Belle Pérez)
- Radio Bene Vlaamse 30 (Peter Hermans)
- Radio Bene Zalige Zaterdag (Yannick Bovy)
- De Zoete Inval (Luc Appermont)

## Voormalige programma's
- Radio bene top 30 van... (Peter Hermans)

## Weerman
De vaste weerman in het ochtendblok van radio bene is David Dehenauw.